# Brachylaena discolor
Brachylaena discolor es una especie de árbol perteneciente a la familia Asteraceae. Tiene dos variedades reconocidas; var. discolor y var. transvaalensis. Estos árboles se distribuyen desde la Provincia Oriental del Cabo hasta Mpumalanga , en Sudáfrica y en el sur de Mozambique, pero son más comunes en la vegetación costera de KwaZulu-Natal.

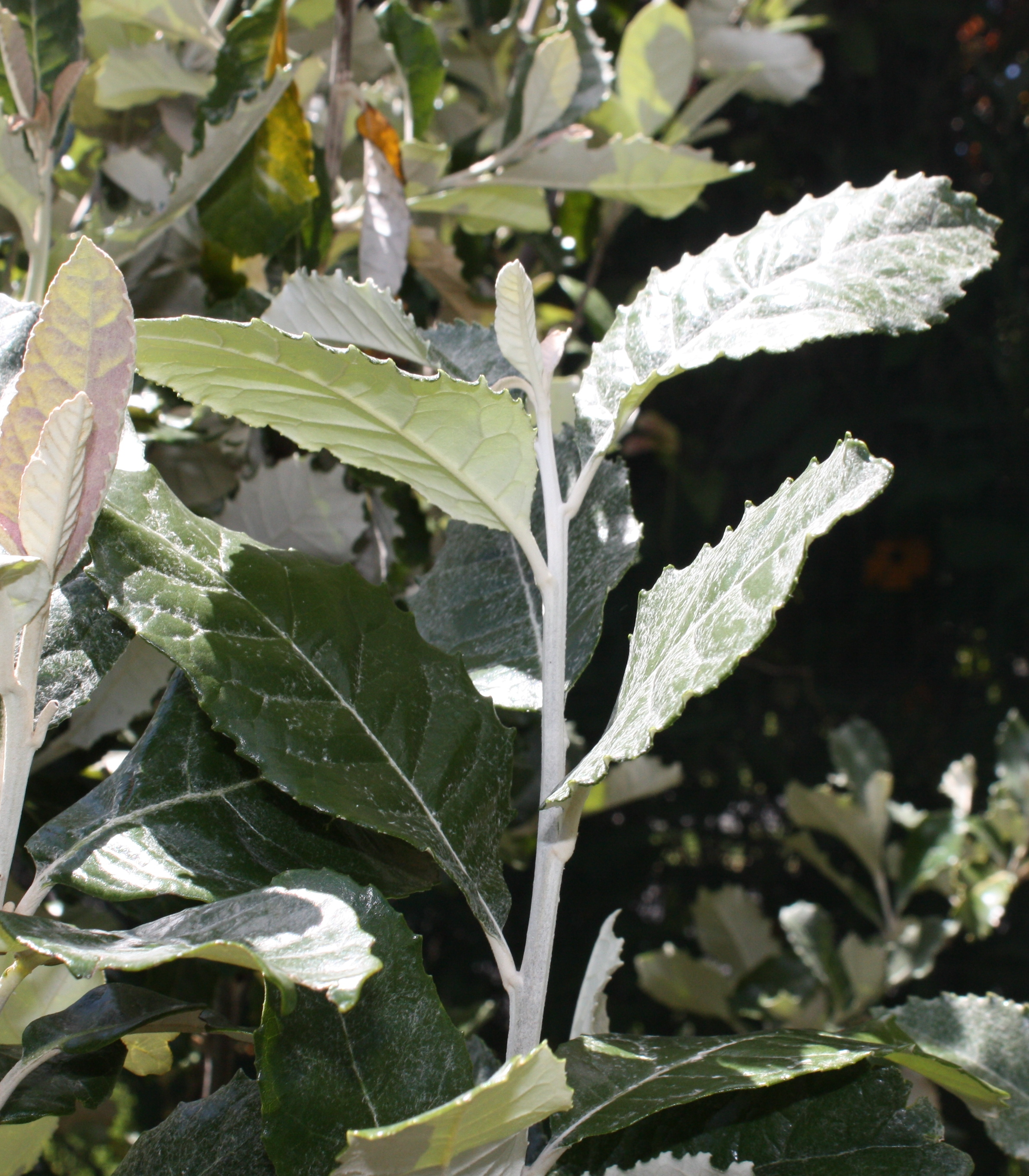
Hojas

## Descripción
Un arbusto o árbol pequeño de 7 (10) m de altura, de hojas caducas, ramas marrones oscuro violáceas, lenticeladas y estrechamente sulcadas, al principio de color gris o marrón-tomentoso posteriormente glabrescente. Hojas con pecíolos de 2-5 mm de largo, a veces hasta 7 mm largo, lámina 4-10 (15) x 2,5-6 cm más grande en el crecimiento del monte bajo, oblongo-elípticos a ampliamente oblanceolate o elípticas, obtusas a redondeadas raramente subagudo en el ápice, cuneadas a ± redondeadas en la base, enteras. Los capítulos, a veces, aparecen antes que las hojas, sinflorescencias jóvenes con yemas axilares y terminales de puntos, sinflorescencias maduras con numerosos capítulos en panículas terminales densas de 4-40 cm larga o corta en panículas con racimos en las axilas de las hojas viejas. Flores masculinas: corolas opacas de color amarillo, de 3-5 mm de largo. Flores femeninas: corolas de color amarillo opaco, 3-5 mm. largo, filiforme, lóbulos erectos de hasta 0,5 mm; el fruto en aquenios de 4 mm. largo, subcilíndricos-fusiformes.

## Taxonomía
Brachylaena discolor fue descrita por Augustin Pyramus de Candolle y publicado en Prodromus Systematis Naturalis Regni Vegetabilis 5: 430. 1836.
Variedades
Var. discolor: Un arbusto o pequeño árbol de hasta 10 metros de altura. Por lo general, desarrolla un multi-tallo o ramas muy bajas. Crece principalmente cerca de la costa, sobre todo en la vegetación de dunas costeras.
Var. transvaalensis: Un árbol de tamaño medio y alto de hasta 30 m de altura. El vástago es alto, desnudo y generalmente recto. Generalmente se encuentran en el bosque.
Sinonimia
- Brachylaena natalensis Sch.Bip.	[4]

var. discolor
- Brachylaena discolor var. mossambicensis Paiva
- Brachylaena natalensis Sch.Bip. ex Walp.

var. transvaalensis (E.Phillips & Schweick.) Beentje
- Brachylaena discolor subsp. transvaalensis (Hutch. ex Phillips & Schweick.) Paiva
- Brachylaena transvaalensis Hutch. ex E.Phillips & Schweick.